# Росси, Эрнесто (актёр)
Эрнесто Росси (итал. Ernesto Rossi; 27 марта 1827, Ливорно — 4 июня 1896, Пескара) — итальянский актёр так называемой «школы представления».

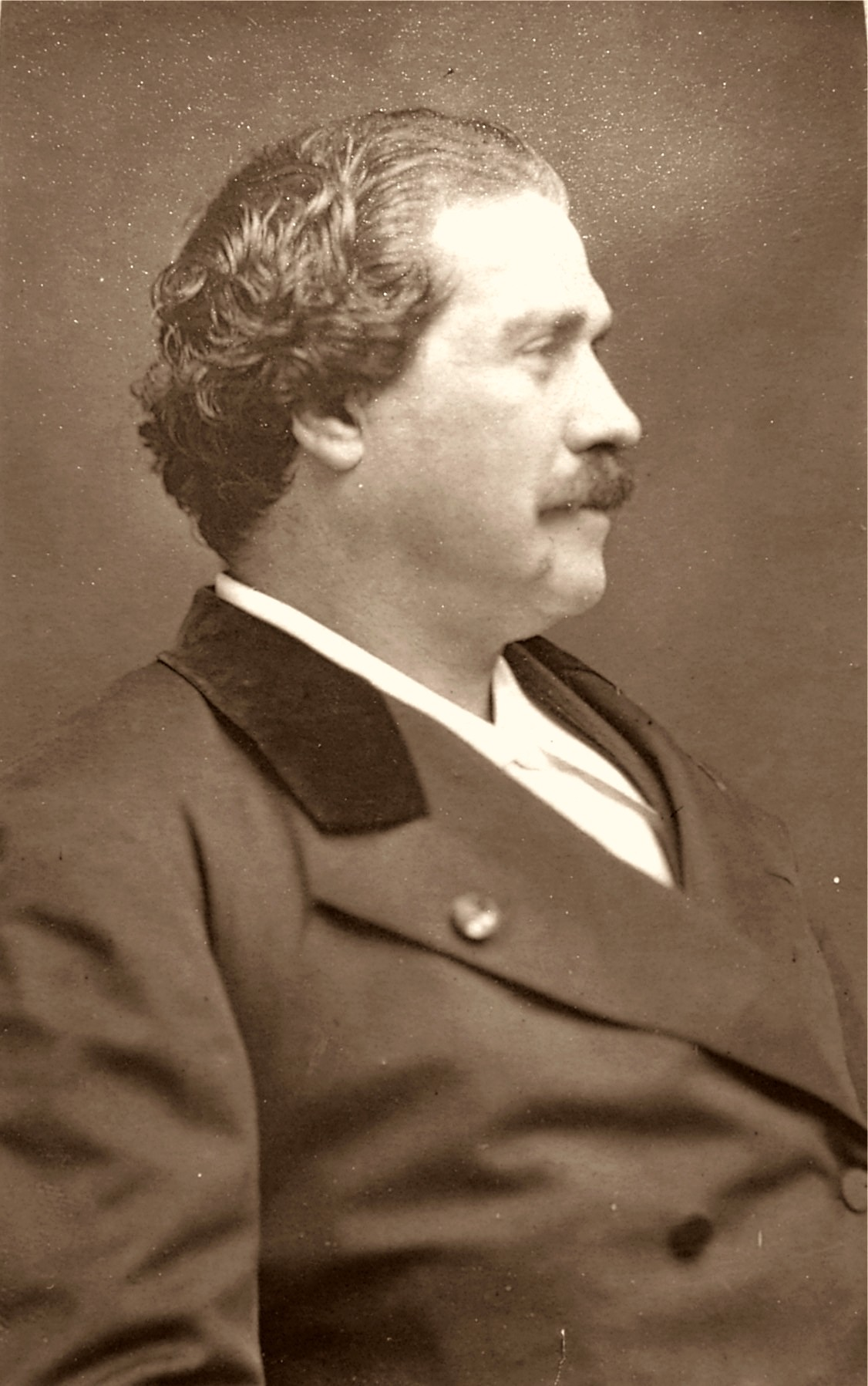

## Биография
В 1846 году начал сценическую деятельность в бродячей труппе г. Ливорно. Ведущую роль в художественном развитии Росси сыграл актёр и антрепренёр Густаво Модена, славившийся как открыватель актёрских талантов.
Росси играл в основном в произведениях драматургов-романтиков: Паоло («Франческа да Римини» Пеллико), Антонио Фоскарини и Джованни да Прочида («Джованни да Прочида» Никколини) и др. Лучшими ролями Росси считались Гамлет (играл с 1856 года до конца жизни), Отелло («Отелло»), Макбет («Макбет»), Ромео («Ромео и Джульетта»), Лир («Король Лир»), Кориолан («Кориолан») (Шекспир), Людовик XI («Людовик XI» Казимира Делавиня), Христофор Колумб («Христофор Колумб»).
Его игру отличали точность и лаконичность в отборе деталей, выразительность пластического рисунка, мастерское владение голосом, умение переменой интонации дать простор или, напротив, показать тесноту. С 1855 года Росси много гастролировал в Европе и Америке, в Египте и Турции. Часто гастролировал в России (в 1877, 1878, 1890, 1895 и 1896 годах), заслужил высокую оценку русской критики. Играл в России вместе с Андреа Маджи и Густаво Сальвини.

## Сочинения
- Росси Эрнесто. Этюды о драматическом искусстве. — 1885.
- Росси Эрнесто. 40 лет артистической жизни. — 1887—1889. — Т. 1-3.